# Agnieszka Skaradzińska
Agnieszka Skaradzińska (1 de septiembre de 1975) es una deportista polaca que compitió en taekwondo. Ganó dos medallas de bronce en el Campeonato Europeo de Taekwondo en los años 1996 y 1998.

## Palmarés internacional
| Campeonato Europeo | Campeonato Europeo       | Campeonato Europeo | Campeonato Europeo |
| Año                | Lugar                    | Medalla            | Categoría          |
| ------------------ | ------------------------ | ------------------ | ------------------ |
| 1996               | Helsinki (Finlandia)     | Medalla de bronce  | –60 kg             |
| 1998               | Eindhoven (Países Bajos) | Medalla de bronce  | –59 kg             |